# Romina Oprandiová
Romina Sarina Oprandiová (* 29. března 1986, Jegenstorf, Švýcarsko) je současná italská profesionální tenistka. Její nejvyšší umístění na žebříčku WTA ve dvouhře bylo 46. místo (25. září 2006) a ve čtyřhře 112. místo (28. květen 2007). Na okruhu WTA dosud nevyhrála žádný turnaj. Na okruhu ITF zvítězila na 13 turnajích ve dvouhře a na 10 turnajích ve čtyřhře.

## Finálové účasti na turnajích WTA (0)
Žádného finále na WTA se neúčastnila.

## Vítězství na okruhu ITF (23)

### Dvouhra (13)
| Č.  | Datum              | Turnaj      | Dotace   | Povrch | Soupeřka ve finále          | Výsledek      |
| 1.  | 28. březen, 2004   | Elda        | 10 000 $ | antuka | Nuria Roigová Tostová       | 6-2, 6-3      |
| 2.  | 20. únor, 2005     | Mallorca    | 10 000 $ | antuka | Anna Florisová              | 6-3, 6-0      |
| 3.  | 12. březen, 2005   | Las Palmas  | 10 000 $ | antuka | Tina Schiechtlová           | 6-3, 6-2      |
| 4.  | 27. březen, 2005   | Řím         | 10 000 $ | antuka | Ana Jovanovićová            | 6-4, 7-6(4)   |
| 5.  | 3. duben, 2005     | Řím         | 10 000 $ | antuka | Magda Mihalacheová          | 6-4, 6-4      |
| 6.  | 15. květen, 2005   | Casale      | 10 000 $ | antuka | Sandra Záhlavová            | 6-2, 6-0      |
| 7.  | 13. listopad, 2005 | Mexiko City | 25 000 $ | antuka | Kira Nagyová                | 6-3, 6-0      |
| 8.  | 20. listopad, 2005 | Puebla      | 25 000 $ | tvrdý  | Jenifer Widjajová           | 6-1, 6-1      |
| 9.  | 9. duben, 2006     | Putignano   | 25 000 $ | tvrdý  | Alberta Briantiová          | 6-1, 1-6, 6-4 |
| 10. | 30. duben, 2006    | Torrent     | 25 000 $ | antuka | Jekatěrina Makarovová       | 6-1, 6-3      |
| 11. | 7. květen, 2006    | Antalya     | 25 000 $ | antuka | Petra Cetkovská             | 6-3, 7-5      |
| 12. | 10. září, 2006     | Denain      | 75 000 $ | antuka | Stéphanie Foretzová         | 6-3, 4-6, 6-3 |
| 13. | 24. srpen, 2008    | Wahlstedt   | 10 000 $ | antuka | Giulia Gattová Monticoneová | 6-3, 6-0      |

### Čtyřhra (10)
| Č.  | Datum              | Turnaj     | Dotace   | Povrch      | Partnerka               | Soupeřky ve finále                                   | Výsledek       |
| 1.  | 13. únor, 2005     | Mallorca   | 10 000 $ | antuka      | A. Gonzálezová Peñasová | Olga Brózdová Tina Schiechtlová                      | 6-3, 7-5       |
| 2.  | 12. květen, 2005   | Las Palmas | 10 000 $ | antuka      | Vanessa Wellauerová     | Irina Kotkinová Charlene Vannesteová                 | 7-5, 6-2       |
| 3.  | 3. duben, 2005     | Řím        | 10 000 $ | antuka      | A. Gonzálezová Peñasová | Gréta Arnová Janette Bejlková                        | 6-3, 6-3       |
| 4.  | 23. duben, 2006    | Bari       | 25 000 $ | antuka      | Caroline Schneiderová   | Stefanie Haidnerová Darija Juraková                  | 7-5, 6-2       |
| 5.  | 7. květen, 2006    | Antalya    | 25 000 $ | antuka      | Tzipora Obzilerová      | Matea Mezaková İpek Şenoğluová                       | 4-6, 6-4, 6-0  |
| 6.  | 10. září, 2006     | Denain     | 75 000 $ | antuka      | Jasmin Wöhrová          | Klaudia Jansová Alicja Rosolská                      | 4-6, 6-2, 6-4  |
| 7.  | 7. březen, 2009    | Buchen     | 10 000 $ | koberec (h) | Sandra Martinovićová    | Kateryna Avdijenková Anastasia Poltoracká            | 5-7, 7-5, 10-8 |
| 8.  | 19. září, 2009     | Mestre     | 50 000 $ | antuka      | Sandra Klemenschitsová  | Kristina Barroisová Yvonne Meusburgerová             | 6-4, 6-1       |
| 9.  | 14. listopad, 2009 | Mallorca   | 10 000 $ | antuka      | Laura Pousová Tiová     | Leticia Costasová Moreirová Ines Ferrerová Suarezová | 7-6(5), 6-2    |
| 10. | 12. prosinec, 2009 | Benicarlo  | 10 000 $ | antuka      | Laura Pousová Tiová     | Alexandra Cadantuová Diana Enacheová                 | 6-4, 6-3       |

## Postavení na žebříčku WTA na konci sezóny

### Dvouhra
| Rok    | 2002 | 2003   | 2004   | 2005   | 2006  | 2007   | 2008   | 2009   |
| Pořadí | 804. | ▼ 943. | ▲ 478. | ▲ 240. | ▲ 46. | ▼ 250. | ▼ 331. | ▲ 220. |

### Čtyřhra
| Rok    | 2005 | 2006   | 2007   | 2008   | 2009   |
| Pořadí | 207. | ▲ 180. | ▲ 174. | ▼ 393. | ▲ 245. |